# Nomwin
Nomwin ist ein bewohntes Atoll im Archipel der Karolinen im zentralen Pazifischen Ozean. Politisch gehört es zum Bundesstaat Chuuk der Föderierten Staaten von Mikronesien.

## Geographie
Nomwin liegt im Norden des Bundesstaats Chuuk, 82 km nördlich des zentralen Chuuk-Atolls. Es liegt 11 km südwestlich des Nachbaratolls Murilo, welches geologisch dem gleichen Seamount entstammt und mit dem es geographisch die Hall Islands bildet, sowie 37 km östlich von East Fayu. Das Atoll Nomwin ist rund 30 km lang, bis zu 18 km breit und weist eine Gesamtfläche von 318 km² auf. Auf dem Saumriff liegen 16 Inseln mit einer gesamten Landfläche von 1,854 km², von denen Nomwin Island im Süden und Fananu im Osten die bedeutendsten sind. Die bis 52 m tiefe Lagune weist eine Fläche von knapp 292 km² auf.

## Verwaltung
Das Atoll gehört zur statistischen Inselregion Oksoritod und dort zur Unterregion Halls. Es umfasst die beiden Gemeinden Fananu im Osten mit 580 Einwohnern und Nomwin im Westen des Atolls mit 763 Einwohnern. Zur Gemeinde Nomwin gehört außerdem das unbewohnte Atoll East Fayu. Das Atoll Nomwin hat somit insgesamt 1343 Einwohner (Stand: 2010), die die mikronesische Sprache Pááfang sprechen.